# تیم ملی فوتبال زیر ۲۱ سال ایرلند شمالی
تیم ملی فوتبال زیر ۲۱ سال ایرلند شمالی (انگلیسی: Northern Ireland national under-21 football team) یا تیم ملی فوتبال جوانان ایرلند شمالی، نماینده کشور ایرلند شمالی در مسابقات فوتبال جوانان اروپا و جهان است که زیر نظر اتحادیه فوتبال ایرلند شمالی فعالیت می‌کند.